# Cantón de Anglet
El cantón de Anglet es una circunscripción electoral departamental francesa del departamento de Pirineos Atlánticos.
Fue creado por decreto de 25 de febrero de 2014 y comenzó a estar operativo en las elecciones departamentales de 2015.

## Estatus jurídico
A partir de 2015 los cantones fueron disueltos como subdivisiones administrativas y pasaron a ser meras circunscripciones electorales departamentales, vigentes solamente durante las elecciones para concejales.
Por lo tanto, el cantón en Francia no es una persona jurídica, no tiene presupuesto, ni competencia, ni empleados, ni administrador, a diferencia de las comunidades de municipios u otras administraciones locales. Solo existe en el contexto de elecciones departamentales.
El "cantón" en el sentido popular ("los habitantes del cantón") es hoy, por lo tanto, una denominación desprovista de cualquier fundamento.

## Composición
El territorio del cantón abarca solamente una fracción de la comuna homónima.